# Czarna ceramika z Bisalhães
Czarna ceramika z Bisalhães (port. Louça preta de Bisalhães) – rodzaj tradycyjnej ceramiki o charakterystycznej czarnej barwie, wytwarzanej w miejscowości Bisalhães koło Vila Real w północnej Portugalii.
W 2016 roku wyrób czarnej ceramiki z Bisalhães wpisany został na listę niematerialnego dziedzictwa kulturowego wymagającego pilnej ochrony.

## Historia
Początki produkcji ceramiki dekoracyjnej i użytkowej w okolicach Bisalhães sięgają co najmniej XVI wieku, a wraz z oficjalnym ustanowieniem regionu winiarskiego Alto Douro w połowie XVIII wieku – czego skutkiem był napływ ludności z różnych regionów Portugalii i Galicji i intensywny rozwój miasta Vila Real – wzrósł popyt na wytwarzane w tych okolicach naczynia. Taki stan rzeczy trwał do połowy XX wieku, kiedy to produkowana przemysłowo na masową skalę ceramika zaczęła wypierać tę wytwarzaną tradycyjnymi metodami, a dodatkowo migracja miejscowej ludności do większych miast również przyczyniła się do zanikania niewielkich rodzinnych zakładów tworzących te produkty.

## Proces wykonania

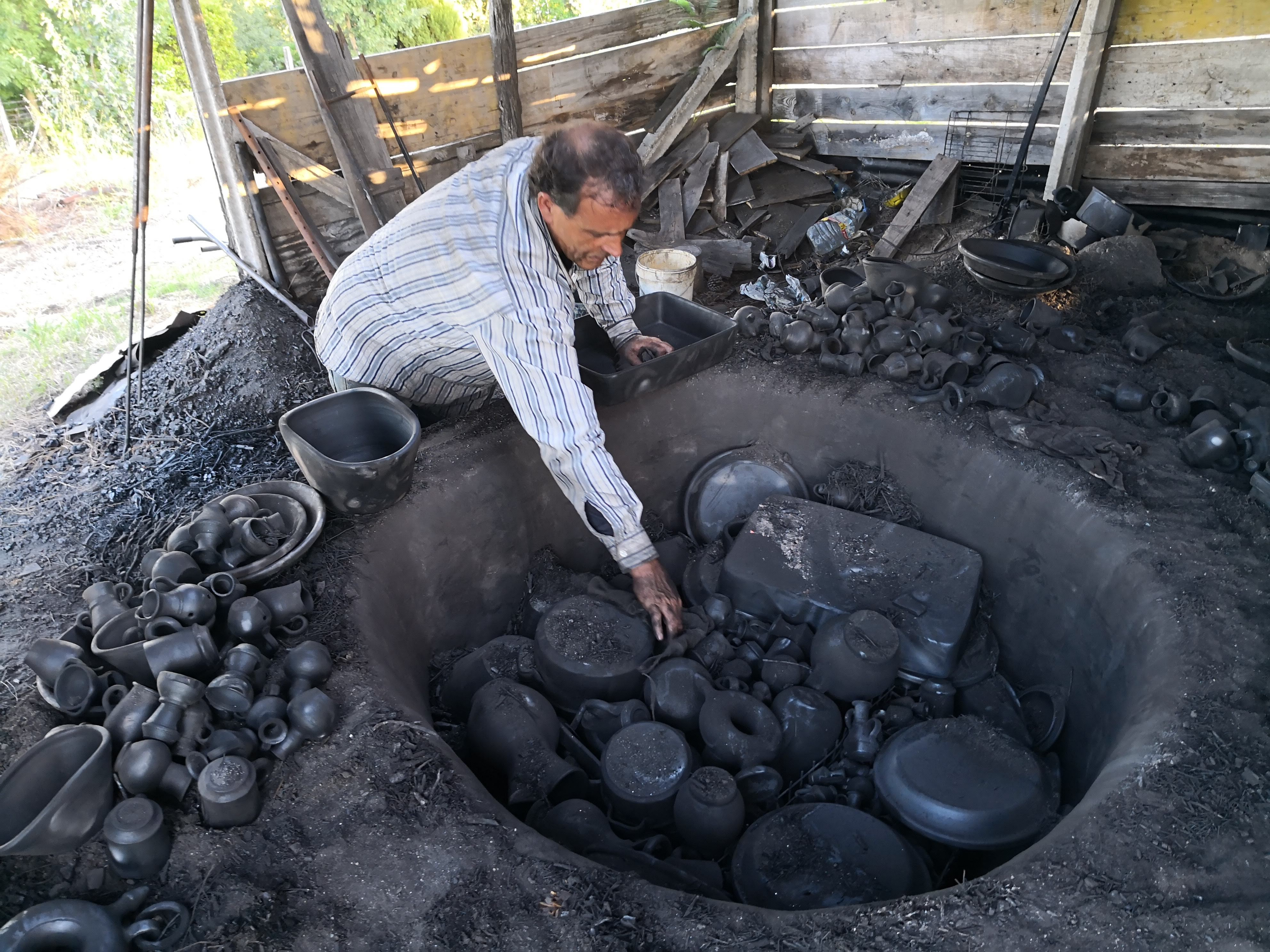
Piec służący do wypalania czarnej ceramiki z Bisalhães (2018)

Glina służąca do produkcji czarnej ceramiki z Bisalhães niegdyś wydobywana była w Parada de Cunhos własnoręcznie przez garncarzy, współcześnie pozyskiwana jest z fabryk płytek w Vilar de Nantes w gminie Chaves. Na początku glina jest rozdrabniana przy użyciu młotków wykonanych z drewna olchowego (zwanych picos) w kamiennym pojemniku pio, a następnie przesiewana do kamiennej misy (gamela). W celu uzyskania masy, z której można wytworzyć naczynie, do rozkruszonej i przesianej gliny dolewa się wody, po czym garncarz siedzący na trójnożnym stołku tripeça formuje wyrób na kole garncarskim. Dawniej naczynia były przeważnie gładkie; do ich wygładzania służyły m.in. małe kamienie z rzeki (zwane gogos), współcześnie są dekorowane – na ogół przez kobiety.
Po wyschnięciu naczynie jest wypalane w piecu, który ma postać zagłębienia w ziemi ze ścianami pokrytymi błotem. Cały proces rozpoczyna się tradycyjnie o 5:00 rano. Piece starszego typu mają pião – konstrukcję z granitu i cegły oddzielającą ogień od wypalanej ceramiki, w nowszych zamiast pião jest żelazna krata. Naczynia umieszczane są w piecu w ściśle określony sposób – najpierw największe, następnie najmniejsze, wszystkie dnami do góry. By zapobiec wydostawaniu się dymu na zewnątrz pieca, uszczelnia się go „pokrywą” z igieł i gałęzi sosnowych, mchu oraz ziemi. Wprawni rzemieślnicy zakrywają piec, aby odciąć w odpowiednim momencie dopływ tlenu do jego wnętrza, co nadaje ceramice charakterystyczny czarny kolor. Po trzech godzinach konstrukcja jest zdejmowana, a naczynia stygną i są oczyszczane.

## Znaczenie i zagrożenie

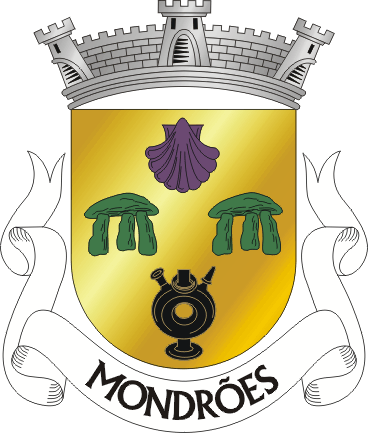
Czarny dzban bilha de rosca w herbie Mondrões

Wyrób czarnej ceramiki z Bisalhães jest ważnym elementem lokalnej tożsamości mieszkańców tej miejscowości, a umiejętność ta przez wieki przekazywana była z pokolenia na pokolenie. Wytwarzane naczynia są często używane do gotowania w dni świąteczne i niedziele, a miejscowe restauracje używają charakterystycznych czarnych glinianych garnków do serwowania potraw. Herb sołectwa (freguesia) Mondrões w gminie (município) Vila Real, w którym znajduje się wieś Bisalhães, przedstawia m.in. czarny dzban bilha de rosca z dekoracją pierścieniową. Czarna ceramika z tego regionu jest również związana z obchodzonym 28 i 29 czerwca w Vila Real świętem Feira dos Pucarinhos ku czci św. Piotra, podczas którego garncarze z Bisalhães sprzedają swoje produkty.
Przyszłość czarnej ceramiki z Bisalhães jest zagrożona z powodu malejącego zainteresowania kultywowaniem tej tradycji przez młode pokolenia oraz wzrostu popytu na tańszą, wytwarzaną przemysłowo ceramikę.